# Guaratinguetá Futebol
Guaratinguetá Futebol is een Braziliaanse voetbalclub uit Guaratinguetá, in de deelstaat São Paulo. 

## Geschiedenis
De club werd in 1998 opgericht als Guaratinguetá Esporte Clube. Het volgende jaar sloot de club zich bij de FPF aan, de voetbalfederatie van São Paulo, en begon in de Série B2, het vijfde niveau. In 2006 slaagde de club erin te promoveren naar de hoogste klasse van het staatskampioenschap. In 2009 promoveerde de club naar de Série B. In 2010 verhuisde de club naar de stad Americana en wijzigde ook de clubnaam, maar eind 2011 keerde de club terug naar Guaratinguetá. In 2013 degradeerde de club uit de Série B, al een jaar eerder was de club uit de hoogste klasse van het staatskampioenschap gedegradeerd. In 2016 degradeerde de club opnieuw.